# سلنا راکی مالون
سلنا راکی مالون (انگلیسی: Selena Rocky Malone؛ – ۲۲ مه ۲۰۱۷) کنشگر اهل استرالیا بود.